# Düne 45

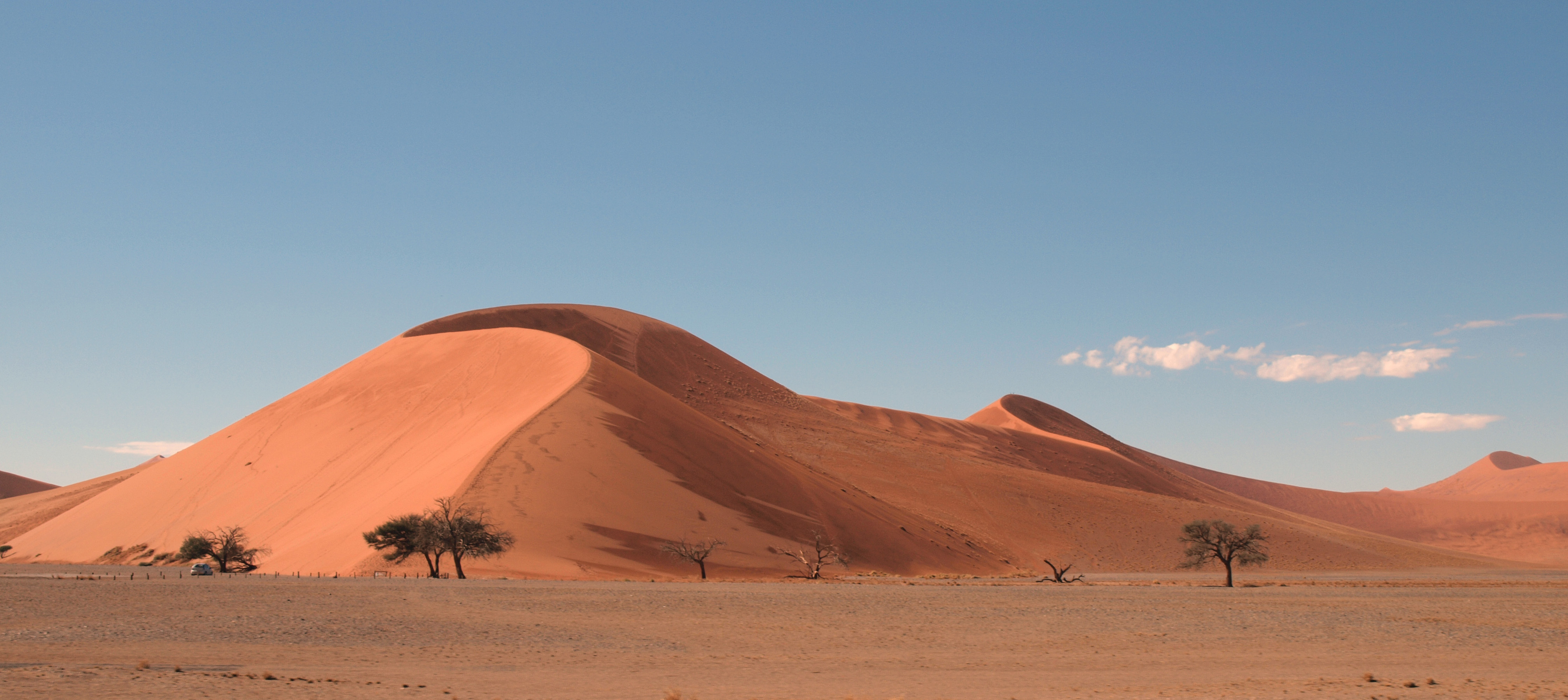
Düne 45

Düne 45 (englisch Dune 45) ist eine Sterndüne im Sossusvlei-Gebiet der Namib in Namibia.  Die Düne ist 80 m bis 170 m hoch und besteht aus fünf Millionen Jahre altem Sand.
Der Name rührt daher, dass die Düne am Straßenkilometer 45 der Straße liegt, die  Sesriem und das Sossusvlei verbindet. 